# Никифор II Орсини
Никифор II Орсини — Дука (греч. Νικηφόρος Β΄ Δούκας; 1328 — 1359) — правитель Эпирского царства с 1335 по 1337, а также деспот Эпира в 1356—1359 годы.

## Биография

### Происхождение
Никифор был сыном Иоанна II Орсини и Анны Палеолог. Когда его отец был отравлен Анной Палеолог в 1335 году, сыну было всего 7 лет. Анна стала править страной в качестве регента, но не смогла остановить войска Андроника III Палеолога, в 1333 году аннексировавшие часть Фессалии, и продолжившие движение к городу Янина. Албанцы выступили на стороне Никифора Орсини, но были разбиты в 1337 году.

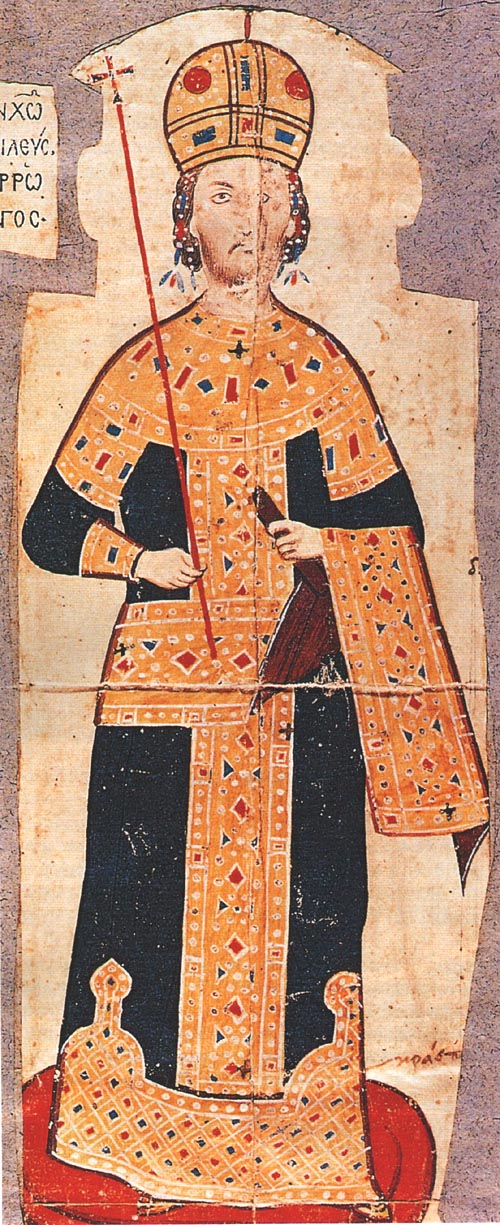
Император Андроник III Палеолог

### Побег из Эпира
В 1337 году византийский император Андроник III Палеолог вызвал Анну на переговоры, но отказался признавать её сына своим вассалом, назначив в Эпире своего губернатора Феодора Синадина. Параллельно он удерживал Анну в заложниках, и устроил брак между Никифором и Марией Кантакузиной (дочерью лучшего друга василевса Иоанна Кантакузина). Но антивизантийская фракция смогла выкрасть Никифора, и отправить его в Таранто, принадлежавший титульной императрице Константинополя Екатерине II.

### Восстание эпиротов и на службе у Византии
В 1338 году Никифор прибыл в Пелопоннес. В 1339 году восстали жители города Арта, признававшие своим государем Орсини, а Феодор Синадин был заключён в тюрьму. Под власть Никифора Орсини попали также города Рогои и Тхомокастрон. Но Андроник и Иоанн подавили мятеж. Арта и Рогои были вновь захвачены византийцами в результате осад, а сам Никифор был осаждён византийцами в Тхомокастроне. Убедив гарнизон Тхомокастрона капитулировать, византийцы должным образом провели свадьбу Орсини и Марии, после чего он отправился в Константинополь. Византийским правителем в Эпире был назначен Иоанн Ангел.
Во время гражданской войны 1341—1347 годов Никифор был на стороне Иоанна Кантакузина, и после провозглашения его императором получил титул деспота. С 1351 года он управлял несколькими городами вдоль Геллеспонта.

### Возвращение домой
В конце 1355 года в Византии начался новый этап гражданской войны, а завоеватель Эпира Стефан Душан совсем недавно умер. Никифор Орсини вернулся в Грецию, где ему удалось изгнать сербов из региона, и местные города признали его власть.
Однако сельская местность Эпира была захвачена албанцами. Для укрепления своих позиций, Никифор решил развестись с Марией, и жениться на Феодоре Болгарской, сестре вдовы Душана Елены, которая управляла Сербией. Но Мария Кантакузина была популярна у эпирской знати, и Никифор был вынужден позабыть о новом браке. Орсини вступил в переговоры с Симеоном Урошем, но в 1359 году Никифор был убит албанцами в битве у Ахелооса в Этолии.

## Семья
От брака с Марией Кантакузиной у Никифора II мог быть по крайней мере один сын:
- Мануил.